# Анне Шпігель
Анне Шпігель (нім. Anne Spiegel; нар. 15 грудня 1980) — німецька політична діячка. Міністерка у справах сім'ї, літніх громадян, жінок та молоді Німеччини в уряді Олафа Шольца з 8 грудня 2021 до 25 квітня 2022 року. Подала у відставку 11 квітня 2022 року в зв'язку зі звинуваченнями в тому, що вирушила у 4-тижневу відпустку після сильних повеней у Німеччині, перебуваючи на посаді заступниці міністра-президента Рейнланд-Пфальцу. Обіймала посаду заступниці міністра-президента Рейнланд-Пфальцу та міністра захисту клімату, довкілля, мобільності, енергетики та лісів Рейнланд-Пфальцу з 18 травня 2021 до 8 грудня 2021 року. Міністерка у справах сім'ї, жінок, молоді, інтеграції та захисту прав споживачів Рейнланд-Пфальцу з 18 травня 2016 до 18 травня 2021 року.